# Santa Fe (Grenada)
Santa Fe – miasto w Hiszpanii, we wspólnocie autonomicznej Andaluzja, w prowincji Grenada. W 2009 liczyło 15 430 mieszkańców.
Na początku był to obóz wojskowy, który zajmował powierzchnię około 48 hektarów.

## Miasta partnerskie
- Ambato, Ekwador
- Baiona, Hiszpania
- Briviesca, Hiszpania
- Guanajuato, Meksyk
- Magdalena del Mar, Peru
- Ocotal, Nikaragua
- Palos de la Frontera, Hiszpania
- San Miguel de Allende, Meksyk
- Santa Cruz, Kostaryka
- Santa Fe, Argentyna
- Santa Fe, Kuba
- Santa Fe, Stany Zjednoczone
- Bogota, Kolumbia
- Santa Fe de Sorte, Wenezuela
- Valparaíso, Chile
- Vire, Francja